# Пролетарский (Липецкая область)
Пролета́рский — посёлок в Данковском районе Липецкой области. Входит в состав Спешнево-Ивановского сельсовета.

## География
Посёлок расположен на левом берегу реки Вязовня, восточнее села Спешнево-Ивановское. На противоположном берегу находится Ренеский лес.

## Население
| 2010 |
| ---- |
| 34   |

## Транспорт
Через посёлок проходит автомобильная дорога 42К-122. Имеется остановка общественного транспорта.